# Tollkrug
Tollkrug ist ein bewohnter Gemeindeteil des Ortsteils Waltersdorf der Gemeinde Schönefeld im Landkreis Dahme-Spreewald in Brandenburg.

## Geographische Lage
Der Gemeindeteil liegt südlich des Zentrums und dort südlich des Flughafens Berlin Brandenburg. Östlich liegt der weitere Gemeindeteil Rotberg, südlich und durch die Bundesautobahn 10 getrennt der Mittenwalder Ortsteil Brusendorf sowie im Westen der Ortsteil Groß Kienitz der Gemeinde Blankenfelde-Mahlow, die bereits im Landkreis Teltow-Fläming liegt. Der überwiegende Teil der Gemarkung wird landwirtschaftlich genutzt. Die Fläche wird im Westen und Südwesten durch den Rotberger Flutgraben entwässert; hierzu zählt auch die Niederung Brunnenluch, die sich südwestlich von Tollkrug befindet.

## Geschichte
Über die Entstehung von Tollkrug ist bislang nicht viel bekannt. Im Schmettauschen Kartenwerk ist lediglich eine Straßenkreuzung verzeichnet. Der Name des Ortes leitet sich von einem Krug ab, der 1801 erstmals im Werk Statistisch-topographische Beschreibung der gesammten Mark Brandenburg. Zweiter Band. Die Mittelmark und Ukermark enthaltend des Friedrich Wilhelm Bratring. Er schreibt: „Tollkrug, Krug bei und zu Rotzis gehörig, wo auch die Einwohner mit aufgeführt sind“. Die Bedeutung des Namens ist unklar. Nach Schlimpert konnte es mit dem niederdeutschen doll = töricht, unvernünftig, toll in Verbindung steht. Er zitiert jedoch auch die Meinung von K. Hohmann, der meint, dass hier ein alter Zollkrug gestanden hat. Die Lage an der Straßenkreuzung könnte tatsächlich auf eine frühe Chausseegeldhebestelle hindeuten. 1817 heißt es „Tollkrug (Hungrige Wolf), Krug zu Rotzis … gehörig“. 1837 wird die Siedlung als „Tollkrug, auch Hungrige Wolf bezeichnet“, die aus „Büdner- und Tagelöhner-Wohnungen“ bestand. 1841 heißt es: „Tollkrug (Hungriger Wolf), Krug, zu Rotzis … gehörig“.' Im Jahr 1858 lebten dort acht Personen. Im Jahr 1860 bestand der Ort aus dem „Gasthaus Tollkrug, auch Hungriger Wolf“ genannt mit einem Wohn- und einem Wirtschaftsgebäude. Für 1861 ist nur noch ein Haus mit 8 Einwohnern genannt. 1871 hatte Tollkrug 9 Einwohner, die in einem Wohnhaus lebten.
Im Jahr 1927 wurde von einem „Haus Tollkrug und Haus Hungriger Wolf“ berichtet. Um 1930 befand sich im Ort eine Tankstelle.

## Sehenswürdigkeiten
- Flughafen Berlin Brandenburg

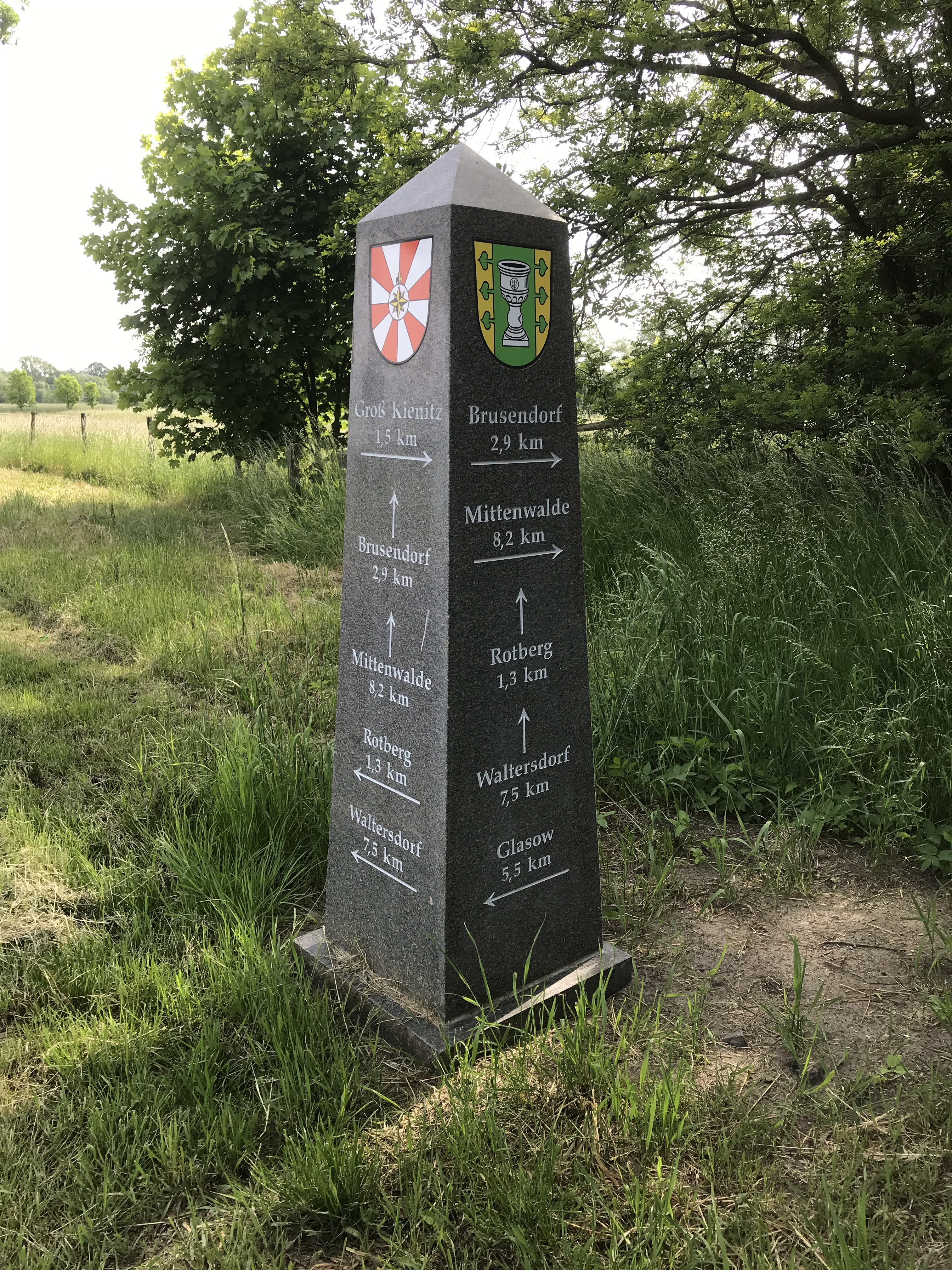
Nachgebildeter Meilenstein

- Nachgebildeter Meilenstein an der Straßenkreuzung

## Wirtschaft, Infrastruktur und Tourismus
Im Ort ist ein Entsorgungsbetrieb für Bauschutt und Altholz tätig.
Tollkrug liegt an der Kreuzung zweier Verbindungswege. Dies ist die Rotberger Straße, die von Westen kommend als Chausseestraße weiter nach Osten führt sowie die Landstraße 75. Sie verläuft von Norden kommend als Selchower Straße und hinter der Straßenkreuzung als Tollkrug nach Rotberg. Dort befindet sich auch eine Haltestelle der RVS, die mit der Linie 741 eine Verbindung zum Flughafen herstellt.
2014 wurden Planungen bekannt, die einen Fahrradweg um das Flughafengelände vorsahen. Unter dem Namen Runway 3 gibt es Überlegungen, einen in Tollkrug beginnenden Weg über die östlich des Flughafens bestehende Jürgen-Schumann-Allee hinaus zu verlängern. Damit würde ein Fahrradweg um den Flughafen führen, der nach Aussage der Zeitung Märkische Allgemeine „weltweit einmalig“ wäre.